# Steinrode

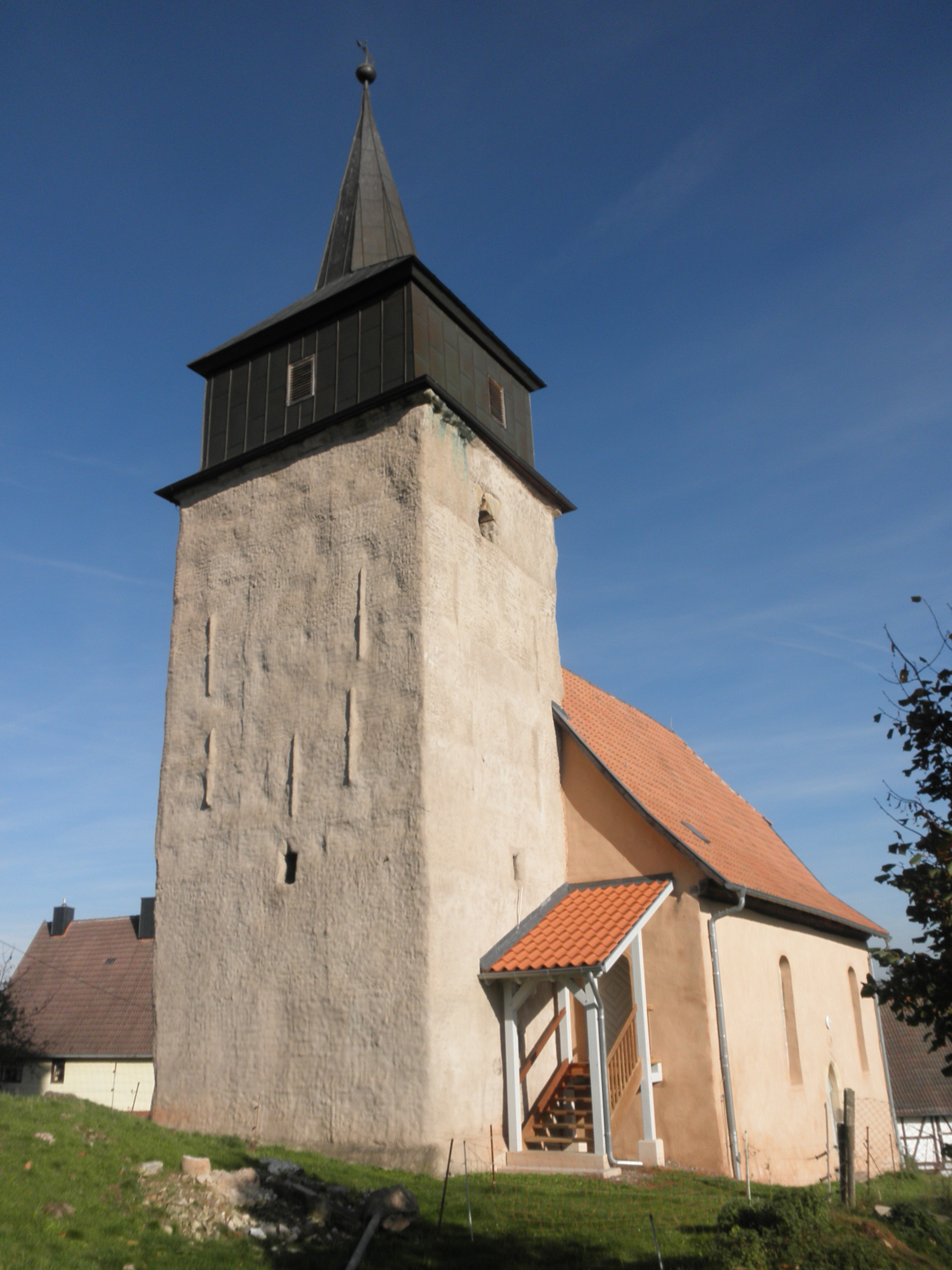
Kirche von Epschenrode

Steinrode ist eine ehemalige Gemeinde im thüringischen Landkreis Eichsfeld, die am 1. Juli 1950 durch den Zusammenschluss der Orte Epschenrode und Werningerode entstand und seit dem 1. Dezember 2011 zur Landgemeinde Sonnenstein gehört. Die Einwohner heißen Steinröder.

## Geschichte
Epschenrode und Werningerode waren bis 1945 Gemeinden des preußischen Landkreises Grafschaft Hohenstein. 1945 bis 1949 waren die Orte Teil der Sowjetischen Besatzungszone und ab 1949 der DDR. Die Gemeinde Steinrode entstand am 1. Juli 1950 im Zuge einer Gemeindereform durch Zusammenschluss der Orte Epschenrode und Werningerode. Von 1961 bis zur Wende und Wiedervereinigung 1989/1990 wurde Steinrode von der Sperrung der nahen innerdeutschen Grenze beeinträchtigt. Seit 1990 gehört der Ort zum wieder gegründeten Bundesland Thüringen. Am 1. Dezember 2011 schloss sich die Gemeinde Steinrode mit den sieben anderen Gemeinden der Verwaltungsgemeinschaft Eichsfeld-Südharz zur Landgemeinde Sonnenstein zusammen.

### Einwohnerentwicklung
Entwicklung der Einwohnerzahl (31. Dezember):
| - 1994: 573 - 1995: 591 - 1996: 600 - 1997: 601 - 1998: 602 - 1999: 595 | - 2000: 584 - 2001: 573 - 2002: 562 - 2003: 548 - 2004: 553 - 2005: 543 | - 2006: 528 - 2007: 521 - 2008: 519 - 2009: 523 - 2010: 524 |

Datenquelle: Thüringer Landesamt für Statistik

## Bürgermeister
Der letzte ehrenamtliche Bürgermeister Friedhelm Röhreich (WG Vereine Werningerode) wurde am 6. Juni 2010 wiedergewählt.

## Sehenswürdigkeiten
- Ortskern von Epschenrode mit vielen Fachwerkbauten
- Kirche in Epschenrode
- Kirche in Werningerode
- altes Forsthaus in Werningerode

## Sonstiges
Steinrode liegt im Verbreitungsbereich der nordthüringischen Mundart, die zu den thüringisch-obersächsischen Mundarten zählt. Zudem ist sprachlich festzuhalten, dass trotz der Schwellenlage zur ostfälisch Mundart kein Einbezug von großem Vokabular stattfand. Dies fungierte nur in Einzelgehöften und Kleinweilern zwischen Stöckey und Mackenrode, obwohl diese gleiche sprachliche Voraussetzungen aufwiesen.